# Valašská Senice
Valašská Senice é uma comuna checa localizada na região de Zlín, distrito de Vsetín.